# Мартин, Скотт
Скотт Мартин (англ. Scott Martin) — австралийский легкоатлет, специалист по толканию ядра и метанию диска. Выступал за сборную Австралии по лёгкой атлетике в 1999—2012 годах, чемпион Игр Содружества, чемпион Океании, многократный победитель и призёр первенств национального значения, действующий рекордсмен страны в толкании ядра в закрытых помещениях, участник двух летних Олимпийских игр.

## Биография
Скотт Мартин родился 12 октября 1982 года в городе Уодонга, штат Виктория.
Впервые заявил о себе в лёгкой атлетике на международном уровне в сезоне 1999 года, когда вошёл в состав австралийской национальной сборной и выступил на юношеском мировом первенстве в Быдгоще, где в зачёте толкания ядра стал шестым.
В 2000 году на юниорском мировом первенстве в Сантьяго занял 11-е место в толкании ядра, тогда как в метании диска в финал не вышел.
В 2004 году впервые одержал победу на чемпионате Австралии в метании диска (59,40).
На домашних Играх Содружества 2006 года в Мельбурне дважды поднимался на пьедестал почёта: победил в метании диска (63,48) и взял бронзу в толкании ядра (19,48). Помимо этого, занял пятое место в толкании ядра на Всемирном легкоатлетическом финале в Штутгарте (20,38), был четвёртым в толкании ядра и пятым в метании диска на Кубке мира в Афинах.
В 2007 году на чемпионате мира в Осаке толкнул ядро на 19,81 метра.
В 2008 году на чемпионате мира в помещении в Валенсии установил ныне действующий национальный рекорд Австралии в толкании ядра в закрытых помещениях — 20,83 метра, а по итогам финального раунда стал шестым. На соревнованиях в Мельбурне установил также личный рекорд на открытом стадионе — 21,26 метра. Благодаря череде удачных выступлений удостоился права защищать честь страны на летних Олимпийских играх в Пекине — на предварительном квалификационном этапе толкания ядра показал результат 19,75 метра, чего оказалось недостаточно для выхода в финал.
После пекинской Олимпиады Мартин остался действующим спортсменом на ещё один олимпийский цикл и продолжил принимать участие в крупнейших международных стартах. Так, в 2009 году он толкал ядро на чемпионате мира в Берлине (19,52).
В 2010 году в толкании ядра одержал победу на чемпионате Океании в Кэрнсе (19,55), стал шестым на чемпионате мира в помещении в Дохе (19,76), занял третье место на Континентальном кубке IAAF в Сплите (20,10)
В мае 2012 года на соревнованиях в американском Ваилуку установил свой личный рекорд в метании диска — 65,63 метра. Выполнив олимпийский квалификационный норматив (65,00), прошёл отбор на Олимпийские игры в Лондоне — на сей раз в программе метания диска показал результат 62,14 метра и снова остановился на предварительном квалификационном этапе. Вскоре по окончании лондонской Олимпиады завершил спортивную карьеру.